# Left Behind (single)
Left Behind is een nummer uit 2016 van de Nederlandse acteur, cabaretier, zanger en presentator Jeroen van Koningsbrugge, in samenwerking met Racoon-zanger Bart van der Weide en Racoon-gitarist Dennis Huige. Het is de eerste single van Van Koningsbrugge's debuutalbum Songs of Life.
Het nummer verscheen in aanloop naar Van Koningsbrugge's nieuwe televisieprogramma "Jeroen in California: Songs of Life". Het feit van Bart van der Weide en Dennis Huige van Racoon meedoen op het nummer, omschrijft Van Koningsbrugge als “heel bijzonder”.  Het is ook een persoonlijk nummer: “Het gaat over onze grootouders, een thema waar Bart en Dennis zich ook zeer verbonden mee voelen”, aldus Van Koningsbrugge. "Left Behind" haalde de 12e positie in de Nederlandse Tipparade.